# Риньери, Симона
Симона Риньери (итал. Simona Rinieri; р. 1 сентября 1977, Равенна, область Эмилия-Романья, Италия) — итальянская волейболистка. Нападающая-доигровщица. Чемпионка мира 2002.

## Биография
Игровая карьера Симоны Риньери началась в 1991 году в родной Равенне в знаменитой местной «Олимпии Теодоре», бывшей на протяжении многих лет ведущей командой Италии. Первые два сезона волейболистка провела в молодёжной команде клуба, выступавшей в серии С, а в 1993—1995 — во второй команде, игравшей в серии В1. С 1995 Риньери выступала уже за основу «Теодоры». В 1998—1999 на протяжении одного сезона играла в базовой команде молодёжной сборной страны — «Клуб Италия». В 1999—2001 Риньери выступала за одну из сильнейших команд Италии и Европы — «Фоппапедретти» из Бергамо, с которой победила в розыгрыше Кубка европейских чемпионов, выиграла Суперкубок Италии и завоевала «серебро» чемпионата и Кубка страны, а также Кубка Европейской конфедерации волейбола. После этого волейболистка на один год вернулась в Равенну, а затем сезон провела в «Форли». В 2003—2004 Риньери играла во французском Канне и выиграла с ним «бронзу» Лиги чемпионов и чемпионские титулы в чемпионате и Кубке Франции.
В 2004 Симона Риньери, ставшая к тому времени капитаном сборной своей страны, вернулась в Италию и заключила контракт с командой «Скаволини» из Пезаро. В чемпионате 2004/2005 волейболистка стала самым результативным игроком и лучшей нападающей, хотя в первенстве её команда выступила неудачно, выбыв из борьбы за медали уже на четвертьфинальной стадии. Следующий сезон принёс Риньери «бронзу» чемпионата Италии, а также победу в розыгрыше Кубка ЕКВ, где спортсменка была признана лучшим игроком финальной стадии. С 2006 года на протяжении четырёх сезонов выступала за «Монтескьяво» из Йези, с которой в 2007 дошла до финала чемпионата Италии, а в 2009 выиграла Кубок вызова ЕКВ, став лучшим игроком «финала четырёх» розыгрыша. В том же 2009 в национальном первенстве страны, как и 4 года назад, стала самой результативной нападающей.
В 2010 команда из Йези по финансовым причинам отказалась от выступления в серии А1 и опустилась в серию В2, что повлекло за собой уход всех основных игроков. Риньери переехала в Польшу в клуб «Атом-Трефль» (Сопот), но отыграла в нём только до января 2011, после чего вернулась в Италию и доигрывала сезон в «Сирио» из Перуджи. В 2011 клуб из Перуджи был закрыт и команда распущена. Риньери перешла в «Универсал» из Модены, отыграв в нём до января 2013, после чего прекратил существование и этот клуб и сезон Риньери пришлось завершать в «Ровиго» в серии В1 (третий по значимости дивизион чемпионата Италии). В 2013—2015 волейболистка выступала в России за «Ленинградку» из Санкт-Петербурга (в 2013—2014 — в высшей лиге «А», с 2014 — в суперлиге), после чего объявила о завершении игровой карьеры.
С 1997 по 2006 годы Симона Риньери выступала за национальную сборную Италии (с 2005 — в качестве капитана). Впервые была включена в состав главной команды страны в январе 1997 и приняла участие в традиционном рождественском турнире в немецком Бремене. Всего же в форме национальной команды Риньери выступала на двух Олимпиадах (2000 и 2004), трёх чемпионатах мира (1998, 2002 и 2006), двух розыгрышах Кубка мира (1999 и 2003), пяти чемпионатах Европы (1997, 1999, 2001, 2003 и 2005), семи розыгрышах Гран-при (1997—2000, 2003, 2004, 2006). Вместе со своей сборной в 2002 Риньери стала чемпионкой мира, трижды выигрывала медали чемпионатов Европы и дважды становилась призёром Гран-при. В 2006 году (после чемпионата мира) объявила об окончании карьеры в сборной, но в 2009 вновь была приглашена в национальную команду для участия в Средиземноморских играх, где выиграла «золото». Всего же на счету Симоны Риньери 390 матчей, проведённых в составе «скуадры адзурры», что является третьим показателем (после Э.Ло Бьянко и Ф.Пиччинини) среди всех волейболисток, выступавших за главную команду страны.

### Клубная карьера
- 1991—1998 —  «Олимпия Теодора» (Равенна);
- 1998—1999 —  «Клуб Италия» (Рим);
- 1999—2001 —  «Фоппапедретти» (Бергамо);
- 2001—2002 —  «Стаффин» (Равенна);
- 2002—2003 —  «Форли»;
- 2003—2004 —  «Расинг Клуб де Канн» (Канны);
- 2004—2006 —  «Скаволини» (Пезаро);
- 2006—2010 —  «Монтескьяво» (Йези);
- 2010—2011 —  «Атом-Трефль» (Сопот);
- 2011 —  «Сирио» (Перуджа);
- 2011—2013 —  «Универсал» (Модена);
- 2013 —  «Ровиго»;
- 2013—2015 —  «Ленинградка» (Санкт-Петербург).

## Достижения

### Со сборной Италии
- чемпионка мира 2002.

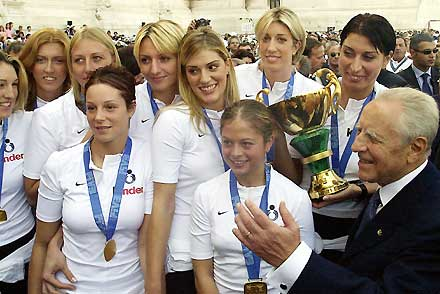
Итальянские волейболистки — чемпионки мира 2002 — на приёме у президента Италии. Вторая слева — Симона Риньери.

- серебряный (2004) и бронзовый (2006) призёр Мирового Гран-при.
- двукратный серебряный (2001, 2005) и бронзовый (1999) призёр чемпионатов Европы.
- чемпионка Средиземноморских игр 2009.

### С клубами
- двукратный серебряный (2001, 2007) и бронзовый (2006) призёр чемпионатов Италии.
- серебряный призёр розыгрыша Кубка Италии 2001.
- победитель розыгрыша Суперкубка Италии 1999.
- чемпионка Франции 2004.
- победитель розыгрыша Кубка Франции 2004.
- серебряный призёр чемпионата Польши 2011.
- победитель розыгрыша Кубка европейских чемпионов 2000;
  - бронзовый призёр Лиги чемпионов ЕКВ 2004.
- победитель розыгрыша Кубка Европейской конфедерации волейбола (ЕКВ) 2006;
  - двукратный серебряный призёр Кубка ЕКВ — 2001, 2002.
- победитель розыгрыша Кубка вызова ЕКВ 2009.

### Индивидуальные
- 2006: MVP и лучшая на приёме «финала четырёх» Кубка Европейской конфедерации волейбола.
- 2009: MVP «финала четырёх» Кубка вызова ЕКВ.

## Награды
- Кавалер ордена «За заслуги перед Итальянской Республикой» (8 ноября 2002)[1].
- Золотая цепь «За спортивные заслуги» (11 ноября 2004).

## Личная жизнь
С 2002 по 2007 Симона Риньери состояла в браке с кубино-итальянским волейболистом Анхелем Деннисом, в связи с чем на протяжении нескольких сезонов носила фамилию Риньери-Деннис.